# Lego Vikings
Lego Vikings var en produktlinje produceret af den danske legetøjskoncern LEGO, der omhandlede vikinger. Det blev oprindelig lanceret i efteråret 2005 og blev udfaset igen året efter, da det ikke blev den store succes, som virksomheden havde ventet. Sættene inkorporerede elementer fra den nordiske mytologi og deres kultur, heriblandt vikingeskibe, daneøkser og vikingeskjolde.

## Sæt
- 7015 Viking Warrior challenges the Fenris Wolf

Minifigurer: 1 Viking.
- 7016 Viking Boat against the Wyvern Dragon

Minifigurer: 2 Vikinger.
- 7017 Viking Catapult versus the Nidhogg Dragon

Minifigurer: 2 Vikinger.
- 7018 Viking Ship challenges the Midgard Serpent

Minifigurer: 6 Vikinger.
- 7019 Viking Fortress against the Fafnir Dragon

Minifigurer: 6 Vikinger.
- 7021 Viking Double Catapult versus the Armored Ofnir Dragon

Minifigurer: 3 Vikinger.
- 7020 Army of Vikings with Heavy Artillery Wagon

Minifigurer: 7 Vikinger.
- G577 Vikings Chess Set

Minifigurer: 24 Vikinger.